# PFL 1 (säsong 2019)
PFL 1, den första MMA-galan i 2019 års säsong av Professional Fighters League gick av stapeln 9 maj 2019 på Nassau Coliseum i Uniondale, NY. Den innehöll matcher i viktklasserna weltervikt och lättvikt (damer).

## Invägning
Kayla Harrison var tänkt att möta Svetlana Khautova i huvudmatchen, main event. Men 6 maj meddelades det att Khautova hade dragit sig ur på grund av skada och ny motståndare blev Larissa Pacheco.

## Ligan efter evenemanget
Poängsystemet är baserat på vinstpoäng med avslutsbonusar. Tre poäng går till vinnaren och noll poäng till förloraren i det vanliga vinstpoängsystemet. Blir matchen oavgjord får båda atleterna en poäng vardera. Avslutsbonusarna är tre bonuspoäng för avslut i första ronden. Två poäng för avslut i andra ronden, och en poäng för avslut i tredje ronden. Exempelvis får en atlet som vinner i första ronden totalt sex poäng. Missar en atlet vikten förlorar denne och motståndaren vinner tre poäng via WO.

### Weltervikt
| Atlet                    | Vinster | Oavgjorda | Förlorade | 1 | 2 | 3 | Total Poäng |
| ------------------------ | ------- | --------- | --------- | - | - | - | ----------- |
| ♛ Magomed Magomedkerimov | 1       | 0         | 0         | 1 | 0 | 0 | 6           |
| ♛ Sadibou Sy             | 1       | 0         | 0         | 1 | 0 | 0 | 6           |
| ♛ Glaico Franca          | 1       | 0         | 0         | 1 | 0 | 0 | 6           |
| ♛ Ray Cooper III         | 1       | 0         | 0         | 0 | 1 | 0 | 5           |
| ♛ Chris Curtis           | 1       | 0         | 0         | 0 | 0 | 1 | 4           |
| ♛ Handesson Ferreira     | 1       | 0         | 0         | 0 | 0 | 0 | 3           |
| ♛ John Howard            | 0       | 0         | 1         | 0 | 0 | 0 | 0           |
| ♛ Zane Kamaka            | 0       | 0         | 1         | 0 | 0 | 0 | 0           |
| U David Michaud          | 0       | 0         | 1         | 0 | 0 | 0 | 0           |
| U Bojan Veličković       | 0       | 0         | 1         | 0 | 0 | 0 | 0           |
| U Gamzat Chiramagomedov  | 0       | 0         | 1         | 0 | 0 | 0 | 0           |
| U André Fialho           | 0       | 0         | 1         | 0 | 0 | 0 | 0           |

### Lättvikt (damer)
| Atlet              | Vinster | Oavgjorda | Förlorade | 1 | 2 | 3 | Total Poäng |
| ------------------ | ------- | --------- | --------- | - | - | - | ----------- |
| ♛ Sarah Kaufman    | 1       | 0         | 0         | 1 | 0 | 0 | 6           |
| ♛ Roberta Samad    | 1       | 0         | 0         | 0 | 0 | 0 | 3           |
| ♛ Kayla Harrison   | 1       | 0         | 0         | 0 | 0 | 0 | 3           |
| ♛ Bobbi-Jo Dalziel | 1       | 0         | 0         | 0 | 0 | 0 | 3           |
| U Genah Fabian     | 0       | 0         | 1         | 0 | 0 | 0 | 0           |
| U Moriel Charneski | 0       | 0         | 1         | 0 | 0 | 0 | 0           |
| U Morgan Frier     | 0       | 0         | 1         | 0 | 0 | 0 | 0           |
| U Larissa Pacheco  | 0       | 0         | 1         | 0 | 0 | 0 | 0           |

♛ = Gick vidare ---
U = Utslagen